# Campionat de la Federació de futbol d'Àsia Occidental
El Campionat de la Federació de Futbol d'Àsia Occidental (en anglès: West Asian Football Federation Championship o WAFF) és una competició de futbol que disputen els països d'Àsia Occidental. Està organitzat per la Federació de Futbol d'Àsia Occidental i normalment se celebra cada dos anys.

## Homes
Els països que hi competeixen són: Iran, l'Iraq, Jordània, el Kazakhstan, Kirguizstan, Palestina, Líban i Síria. En 2006 van ser inclosos Catar i els Emirats Àrabs.
| 2000 | Amman (Jordània)          | · Iran     | 1-0        | · Síria    | · Iraq           | 4-1              | · Jordània       |
| 2002 | Damasc (Síria)            | · Iraq     | 3-2 (p.)   | · Jordània | · Iran           | 2-2 (4-2 pen.)   | · Síria          |
| 2004 | Teheran (Iran)            | · Iran     | 4-1        | · Síria    | · Jordània       | 3-1              | · Iraq           |
| 2007 | Amman (Jordània)          | · Iran     | 2-1        | · Iraq     | Jordània i Síria | Jordània i Síria | Jordània i Síria |
| 2008 | Teheran (Iran)            | · Iran     | 2-1        | · Jordània | Síria i Qatar    | Síria i Qatar    | Síria i Qatar    |
| 2010 | Amman (Jordània)          | · Kuwait   | 2-1        | · Iran     | Iemen i Iraq     | Iemen i Iraq     | Iemen i Iraq     |
| 2012 | Ciutat de Kuwait (Kuwait) | · Síria    | 1-0        | · Iraq     | · Oman           | 3-1              | · Bahrain        |
| 2014 | Doha (Qatar)              | · Qatar    | 2-0        | · Jordània | · Bahrain        | 0-0 (3-2 pen.)   | · Kuwait         |
| 2017 | Amman (Jordània)          | Cancel·lat | Cancel·lat | Cancel·lat |                  |                  |                  |
| 2019 | Bàssora (Iraq)            | · Bahrain  | 1–0        | · Iraq     | [ b ]            | [ b ]            | [ b ]            |
| 2021 | Emirats Àrabs Units       |            |            |            |                  |                  |                  |

### Palmarès
| Victòries | País    | Anys                   |
| --------- | ------- | ---------------------- |
| 4         | Iran    | 2000, 2004, 2007, 2008 |
| 1         | Iraq    | 2002                   |
| 1         | Kuwait  | 2010                   |
| 1         | Síria   | 2012                   |
| 1         | Qatar   | 2014                   |
| 1         | Bahrain | 2019                   |

## Sub-15
| Victòries | País  | Anys       |
| --------- | ----- | ---------- |
| 2         | Iran  | 2005, 2009 |
| 1         | Síria | 2007       |

## Dones
| Victòries | País                | Anys       |
| --------- | ------------------- | ---------- |
| 2         | Jordània            | 2005, 2007 |
| 1         | Emirats Àrabs Units | 2010       |